# 訃報 2010年7月
訃報 2010年7月（ふほう 2010ねん7がつ）では、2010年7月中に物故した、又は物故が報じられた人物についてまとめる。

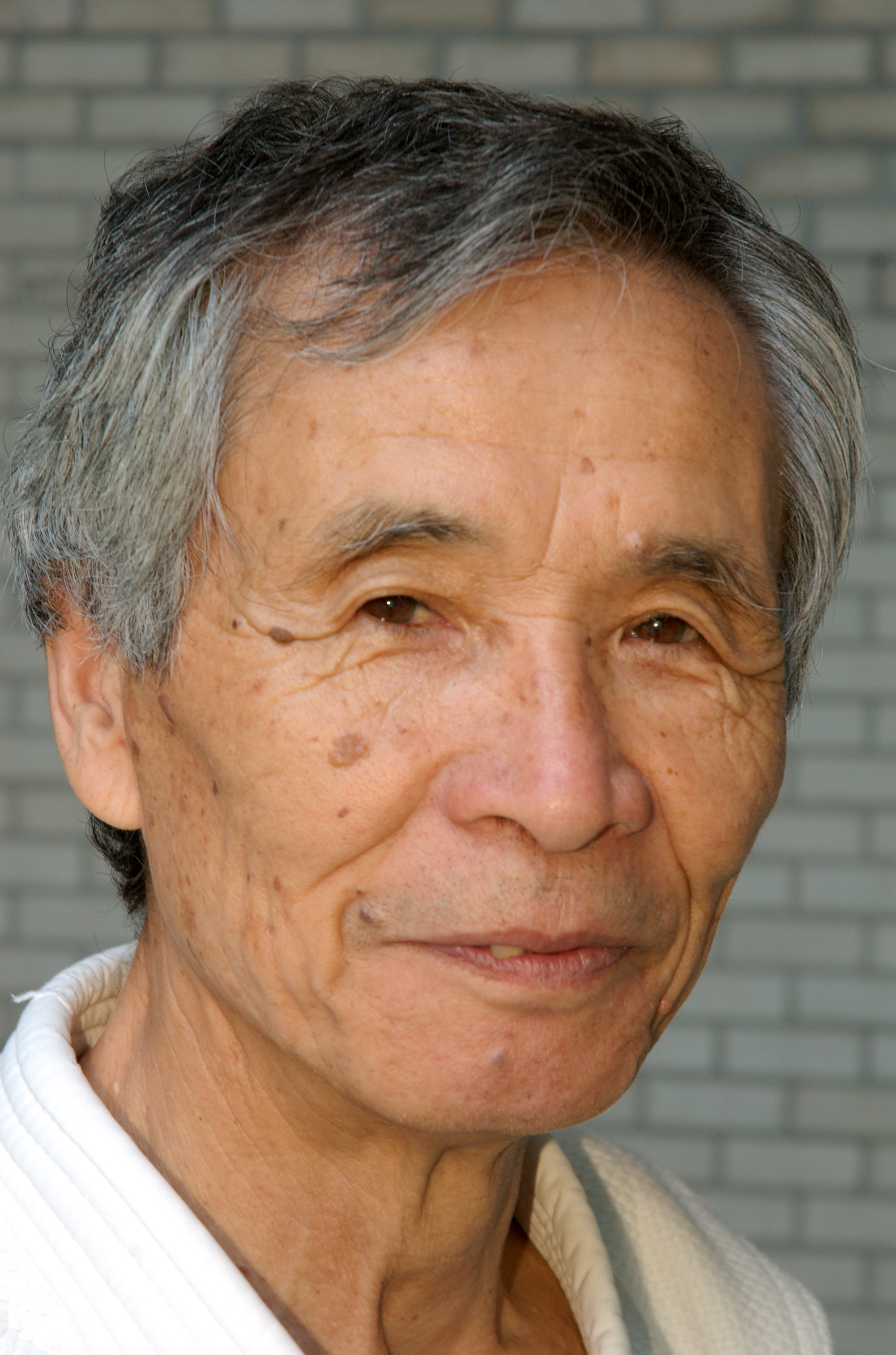
田村信喜／7月9日没

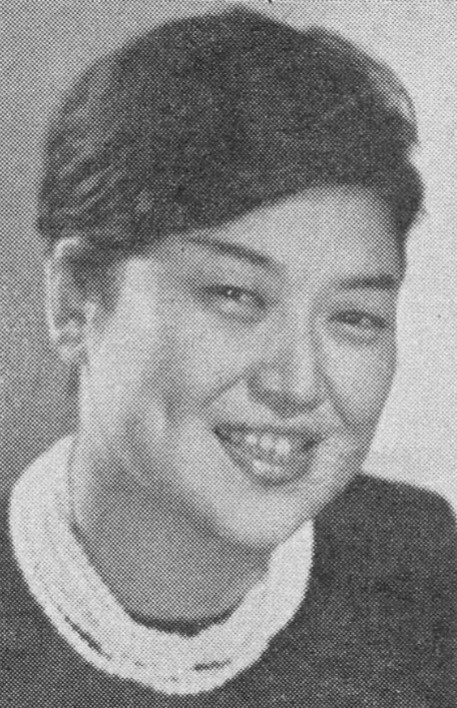
石井好子／7月17日没

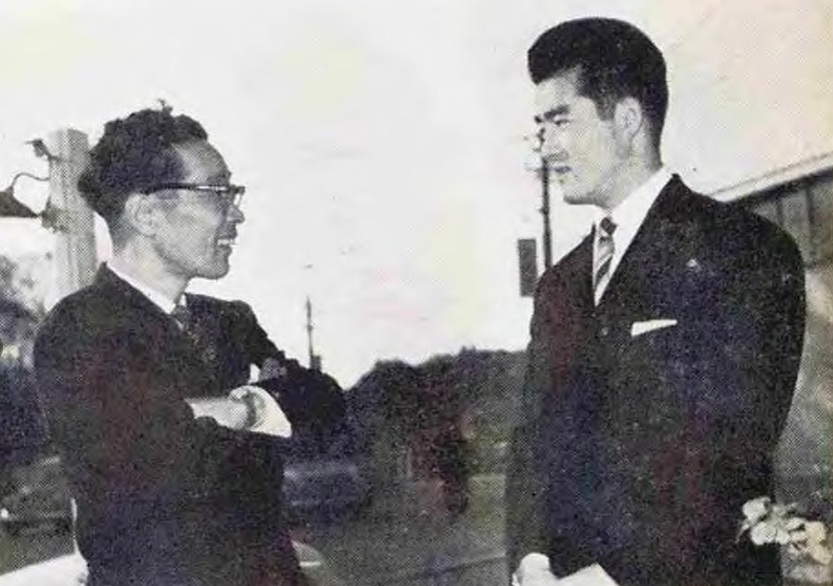
砂押邦信（左）／7月18日没

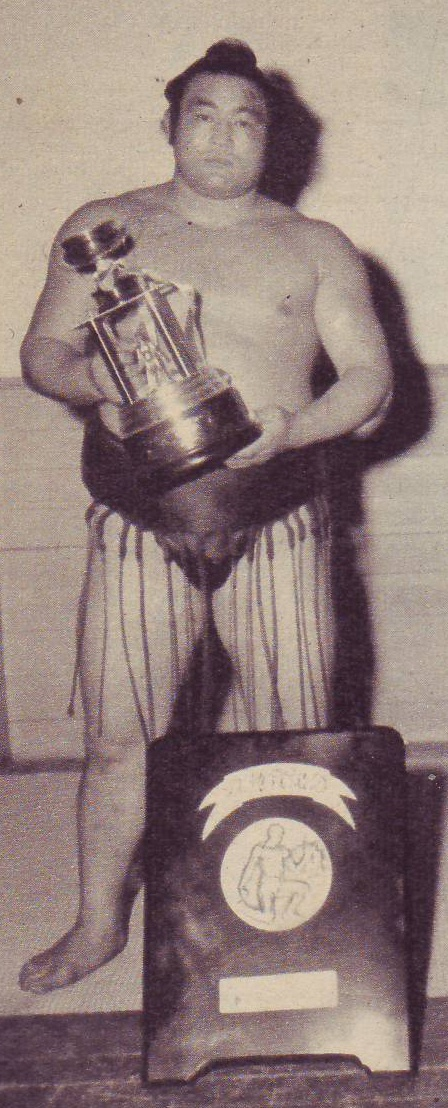
北葉山英俊／7月20日没

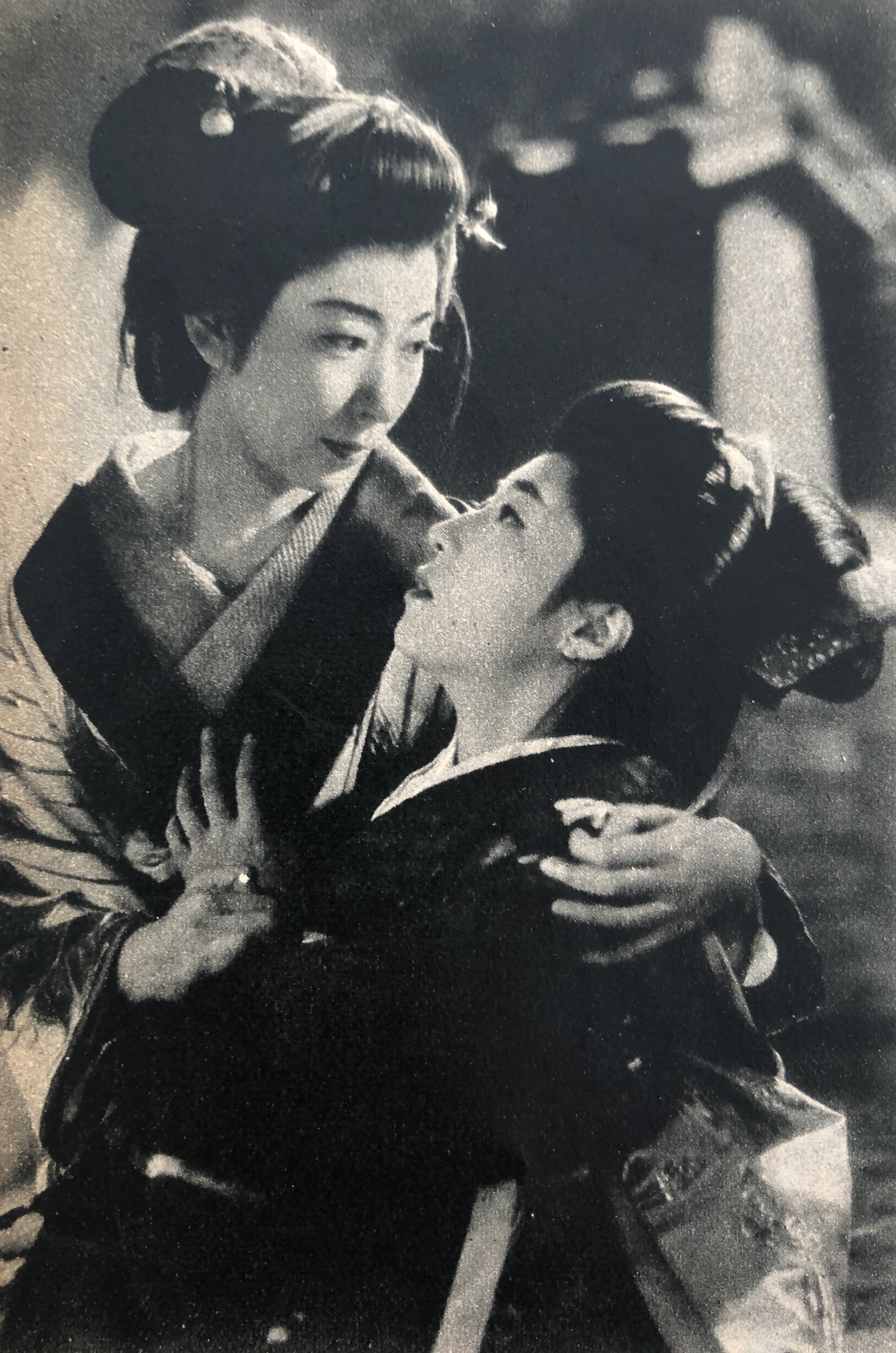
長谷川裕見子（右）／7月27日没

## （1日 - 15日）
- 7月1日 - 大下高明、日本の実業家、フマキラー元社長（* 1922年）[1]
- 7月1日 - ドン・コリエル (Don Coryell)、アメリカ合衆国のアメリカンフットボールコーチ（* 1924年)[2]
- 7月1日 - アイリーン・ウッズ、アメリカ合衆国の画家、元声優（* 1929年)
- 7月1日 - 土井信子、日本の料理研究家（* 1931年)
- 7月2日 - 宇田由香、日本の女子自転車競技選手（* 1982年)
- 7月3日 - 梅棹忠夫、日本の生態学者、民族学者（* 1920年)
- 7月3日 - カルロ・アイモニーノ、イタリアの建築家（* 1926年)
- 7月3日 - 後藤竜二、日本の児童文学者（* 1943年)
- 7月3日 - 保谷俊夫、日本の元プロ野球選手【阪急ブレーブス元投手】（* 1948年)
- 7月3日 - 小野学、日本の元スキー選手、スキー指導者（* 1950年)
- 7月3日 - ムハンマド・ダーウード・アウデ(Mohammad Daoud Oudeh)、ミュンヘンオリンピック事件の首謀者、パレスチナ・ゲリラ「黒い九月」の幹部（* 1936年又は1937年 )
- 7月4日 - 川勝堅二、日本の銀行家、三和銀行元頭取（* 1924年)
- 7月4日 - ムハンマド・フセイン・ファドラッラー、レバノンのイスラム教シーア派の最高位権威法学者(大アーヤトッラー)（* 1935年)
- 7月4日 - 中村生雄、日本の民俗学者（* 1946年)
- 7月5日 - チェーザレ・シエピ、イタリアのオペラ歌手（* 1923年)
- 7月5日 - 野平健一、日本の元出版編集者、週刊新潮元編集長（* 1923年)
- 7月5日 - ボブ・プロバート(Bob Probert) 、カナダの元アイスホッケー選手（* 1965年)
- 7月6日 - ハーベイ・フクア(Harvey Fuqua)、アメリカ合衆国のシンガーソングライター（* 1929年)
- 7月6日 - 田所清広、日本の競馬調教師、元騎手【日本中央競馬会所属】（* 1956年)
- 7月6日 - シリンクス、ルーマニアのパンフルート奏者（* 1949年)
- 7月7日 - 中村公彦、日本の映画美術家（* 1916年)
- 7月7日 - 内山卓、京都大学名誉教授（* 1936年)
- 7月8日 - 大島瑛子、日本の映画プロデューサー（* 1937年）[3]
- 7月9日 - 内田健三、日本の政治評論家（* 1922年)
- 7月9日 - 田村信喜、日本出身の合気道家（* 1933年)
- 7月10日 - 枝川弘、日本の映画監督（* 1917年)
- 7月10日 - つかこうへい、日本の作家、演出家（* 1948年)
- 7月11日 - ボブ・シェパード 、アメリカ合衆国のスタジアムDJ（* 1910年)
- 7月11日 - 斎藤光、日本の米文学者、自由学園元理事長（* 1915年)
- 7月11日 - 井上四郎、日本の銀行家、アジア開発銀行元総裁（* 1915年)[4]
- 7月11日 - 保田幹男、日本の解剖学者、名古屋大学名誉教授（* 1916年)
- 7月11日 - 谷山尚義、日本の出版事業者、集英社顧問（* 1937年)
- 7月11日 - ウォルター・ホーキンス(Walter Hawkins)、アメリカ合衆国の歌手（* 1949年)
- 7月12日 - 松本兼吉、日本の競走馬馬主、元東京馬主協会会長（* 1918年）
- 7月12日 - オルガ・キジョ(Olga Guillot)、キューバのボレロ歌手（* 1922年)[5]
- 7月12日 - 松尾昭典、日本の映画監督（* 1928年)
- 7月12日 - ジェイムズ・P・ホーガン、イギリスのSF作家（* 1941年)
- 7月12日 - 石川一雄、日本のカメラマン【週刊プロレス専属】（* 生年不明）
- 7月13日 - 金久好、日本の実業家、日興証券元役員、日興證券投資信託委託元副社長、日興ビルディング元社長（* 1911年）[6]
- 7月13日 - 玉城徹、日本の歌人（* 1924年)
- 7月13日 - ジョージ・スタインブレナー、アメリカ合衆国の実業家。ニューヨーク・ヤンキース元オーナー（* 1930年)
- 7月13日 - マウ・ピアイルック、ミクロネシア連邦の航法師（* 1932年)
- 7月13日 - 溝口雄三、日本の思想学者、中国思想史学者（* 1932年)
- 7月13日 - ニーノ・デフィリッピス、イタリアの自転車競技選手（* 1933年)
- 7月13日 - 増井光子、日本の獣医師、恩賜上野動物園元園長（* 1937年)
- 7月14日 - チャールズ・マッケラス、オーストラリアの指揮者（* 1925年)
- 7月14日 - 水鳥鐵夫、日本の声優（* 1938年)
- 7月15日 - ピーター・フェルナンデス、アメリカ合衆国の俳優、声優（* 1927年)
- 7月15日 - ハンク・コクラン(Hank Cochran)、アメリカ合衆国の歌手（* 1935年)
- 7月15日 - サシャ・マルコヴィッチ・ミクロブ、セルビアの美術家（* 1959年）[7]
- 7月15日 - 大佑、日本の歌手、元ヴィジュアル系ロックバンド蜉蝣等のボーカル（* 1978年)

## （16日 - 31日）
- 7月16日 - ジェームズ・ギャモン、アメリカ合衆国の俳優（* 1940年)
- 7月17日 - 石井好子、日本のシャンソン歌手、エッセイスト（* 1922年)
- 7月17日 - 大枝雄介、日本の囲碁棋士（* 1935年)
- 7月17日 - ベルナール・ジロドー(Bernard Giraudeau)、フランスの俳優、映画監督（* 1947年)
- 7月18日 - 砂押邦信、日本の元野球指導者、元立教大学野球部監督、元国鉄スワローズ監督（* 1922年)
- 7月18日 - 中里斉、現代美術家（* 1926年)
- 7月19日 - セシル・オーブリー、フランスの女優、映画監督（* 1929年)
- 7月19日 - 佐藤大基、日本のサッカー選手（* 1988年)
- 7月19日 - 田口雅巳、日本の画家（* 1936年)
- 7月19日 - マック・フォスター、アメリカ合衆国のプロボクサー（* 1942年)
- 7月19日 - デビッド・ウォレン(David Warren)、オーストラリアの科学者、ブラックボックスの発明者（* 1925年)
- 7月20日 - 太田和夫、東京女子医科大学名誉教授（* 1921年)
- 7月20日 - 北葉山英俊、日本の元大相撲力士、元大関、年寄11代枝川（* 1935年)
- 7月20日 - 中村祐造、日本の元バレーボール選手（* 1942年)
- 7月20日 - 早乙女愛、日本の元女優（* 1958年)
- 7月21日 - 渥美俊一、日本の経営コンサルタント、元読売新聞社記者（* 1926年)
- 7月21日 - ウェス・スカイルズ、アメリカ合衆国の水中写真家（* 1958年)
- 7月21日 - 裵基錫(Bae Ki-Suk)、大韓民国のプロボクサー（* 1987年)
- 7月22日 - 川野重任 - 日本の農業経済学者、東京大学名誉教授（* 1911年)
- 7月22日 - フィリップ・ウォーカー、アメリカ合衆国のブルース・ギタリスト、シンガー（* 1937年)
- 7月23日 - 中村悌次、大日本帝国海軍軍人・第11代海上幕僚長（* 1919年)
- 7月23日 - 村崎百郎、日本の電波系鬼畜ライター（* 1961年)
- 7月24日 - イーゴリ・タランキン(Таланкин, Игорь Васильевич)、ロシアの映画監督（* 1927年)[8]
- 7月24日 - 森毅、日本の数学者、京都大学名誉教授（* 1928年)
- 7月25日 - 吉田六郎、日本の元警察官、元群馬県警察本部長（* 1922年)
- 7月26日 - 山崎彰義、日本の元競馬騎手・調教師【日本中央競馬会所属】（* 1931年)
- 7月26日 - アントニオ・ガメロ(Antonio Gamero)、スペインの俳優（* 1934年)
- 7月26日 - bice、日本の女性シンガーソングライター（* 1972年)
- 7月27日 - 古瀬禦、日本の銀行家、山陰合同銀行頭取（* 1914年)
- 7月27日 - 長谷川裕見子、日本の女優、俳優・船越英一郎の実母（* 1924年)
- 7月27日 - 園佳也子、日本の女優（* 1934年)
- 7月27日 - 本田威志、日本の元プロ野球選手（* 1937年)
- 7月27日 - 今野雄二、日本の映画評論家（* 1943年）[9]
- 7月27日 - ジャック・テイタム、アメリカ合衆国の元プロフットボール選手（* 1948年)
- 7月27日 - ウォレス・ソウザ、ブラジルの政治家、テレビ司会者（* 1958年)[10]
- 7月27日 - 山本真純、日本のアナウンサー【日本テレビ所属】（* 1976年)
- 7月30日 - 銭偉長(钱伟长)、中華人民共和国の物理学者(ロケット工学)、上海大学学長（* 1913年)
- 7月30日 - 中田聖観、日本の僧侶、新薬師寺貫主（* 1917年)
- 7月30日 - フィリップ・アブロン(Philippe Avron)、フランスの俳優（* 1928年)[11]
- 7月31日 - ミッチ・ミラー(Mitch Miller) アメリカ合衆国の音楽家、歌手（* 1911年)
- 7月31日 - スーゾ・チェッキ・ダミーコ、イタリアの映画脚本家（* 1914年)
- 7月31日 - 高津住男、日本の俳優（* 1936年)
- 7月31日 - 藤田圭一、元東京理科大学教授（* 1925年)